# Sitirejo III
Sitirejo III is een bestuurslaag in het regentschap Medan van de provincie Noord-Sumatra, Indonesië. Sitirejo III telt 11.018 inwoners (volkstelling 2010).